# 昆明蟹甲草
昆明蟹甲草（学名：Parasenecio tripteris）为菊科蟹甲草属的植物，是中国的特有植物。分布于中国大陆的云南等地，生长于海拔1,900米至3,100米的地区，一般生长在山坡疏林下和草坡，目前尚未由人工引种栽培。

## 异名
- Cacalia tripteris Hand.-Mazz.